# Švédské hokejové hry 2000
Hokejový turnaj byl odehrán od 8. do 13. února 2000 ve Stockholmu. Tohoto turnaje se zúčastnila i Kanada.

## Výsledky a tabulka
|    |         | FIN    | CZE   | CAN    | RUS   | SWE     | V | R | P | Skóre | B |
| 1. | Finsko  | Finsko | 3:1   | 2:3    | 3:2   | 2:0     | 3 | 0 | 1 | 10:6  | 6 |
| 2. | Česko   | 1:3    | Česko | 1:0    | 6:2   | 3:1     | 3 | 0 | 1 | 11:6  | 6 |
| 3. | Kanada  | 3:2    | 0:1   | Kanada | 3:2   | 2:2     | 2 | 1 | 1 | 8:7   | 5 |
| 4. | Rusko   | 2:3    | 2:6   | 2:3    | Rusko | 3:2     | 1 | 0 | 3 | 9:14  | 2 |
| 5. | Švédsko | 0:2    | 1:3   | 2:2    | 2:3   | Švédsko | 0 | 1 | 3 | 5:10  | 1 |

 Kanada -  Švédsko 2:2 (1:0, 1:1, 0:1)
8. února 2000 - Stockholm

Branky  Kanada : 2. Bergeron, 25. Lindberg 

Branky  Finsko : 29. Mag. Johansson, 55. Sandström.

Rozhodčí: Schimm (GER) - Lindgren, Thudén (SWE)

Vyloučení: 7:4 (1:1)

Diváků: 10 932
Kanada: Ram - Johnson, Bouchard, Sheptak, Simonton, Labenski, Allen, Jarvis - Bright, Majic, Norris - Savoia, Bergeron, McTavish - Simpson, Boisvert, Mehalko - Lindberg, Parks, Gordon - Stonier.
Švédsko: Rönnquist - Äkerström, Mag. Johansson, Franzén, Tornberg, Nord, Gustafsson, T. Johansson - Sandström, Johnsson, Carnbäck - Lindquist, Min. Johansson, Wernblom - Ottosson, Falk, Burnström - Rönnqvist, Pählsson, Nordström.
 Česko -  Rusko 6:2 (0:1, 1:1, 5:0)
8. února 2000 - Stockholm

Branky  Česko: 22. Jiří Dopita, 42. Martin Procházka, 42. Jiří Burger, 48. Jiří Vykoukal, 54. Pavel Patera, 59. Tomáš Vlasák

Branky  Rusko: 1. R. Jakubov, 40. Chavanov

Rozhodčí: T. Andersson - Karlsberg, Takula (SWE)

Vyloučení: 10:7 (2:2, 1:0) navíc Srdínko na 10 min.

Diváků: 692
Česko: Salfický - Tesařík, Štěpánek, M. Sýkora, Srdínko, P. Svoboda, Martínek, Vykoukal, Benýšek - Špaňhel, Dopita, Sedlák - Ujčík, Patera, M. Procházka - J. Hlinka, Čajánek, Vlasák - Pletka, Burger, Havlát.
Rusko: Podomackij (54. Bryzgalov) - Kuzněcov, Chavanov, Šargorodskij, Rjabykin, Bykov, Ždan, Bautin, Krasotkin - Guljavcev, Prokopjev, A. Kudašov - Sušinskij, R. Jakubov, Zatonskij - Vlasenkov, Archipov, Dobryškin - Bělov, Kozněv, Petrenko.
 Česko -  Finsko 1:3 (0:3, 0:0, 1:0)
9. února 2000 - Stockholm

Branky  Česko: 51. Martin Havlát

Branky  Finsko: 16. Hentunen, 17. Ojanen, 20. Viitakoski

Rozhodčí: Schimm (GER) - Thudén, Svensson (SWE)

Vyloučení: 2:3

Diváků: 2 939
Česko: Čechmánek - Tesařík, Štěpánek, M. Sýkora, Srdínko, P. Svoboda, Martínek, Vykoukal, Benýšek - Špaňhel, Dopita, Sedlák - Ujčík, Patera, M. Procházka - Okál, Čajánek, J. Hlinka - Pletka, Burger, Havlát.
Finsko: Sulander - Kakko, Grönvall, Nummelin, Väänänen, Lydman, Kultanen, Järventie, Tuulola - Varis, Tikkanen, Viitakoski - Hentunen, Kapanen, Pärssinen - Törmänen, Sihvonen, Nieminen - Riihijärvi, Ojanen, Vertala.
 Švédsko -  Rusko 2:3 (0:3, 1:0, 1:0)
10. února 2000 - Stockholm

Branky  Švédsko: 33. Sandström, 59. Pählsson 

Branky  Rusko: 3. Sušinskij, 5. Vlasenkov, 20. Zatonskij  

Rozhodčí: Haajanen (FIN) - Thudén, Karlberg (SWE)

Vyloučení: 6:8 (1:0) navíc R. Jakubov (RUS) na 10min.

Diváků: 10 014
Švédsko: Hadelöv - Franzén, T. Johansson, Nord, Gustafsson,Akerström, Mag. Johansson - Lindquist, Min. Johansson, Wernblöm - Rönnqvist, Pählsson, Nordström - Sandström, Falk, Carnbäck -Burström, Gahn, Johnsson.
Rusko: Podomackij - Chavanov, Krasotkin, Bykov, Ždan,Rjabykin, Kuzněcov, Bautin - Guljavcev, Prokopjev, Achmetov - Sušinskij, R. Jakubov, Zatonskij - Vlasenkov, Archipov, A. Kudašov - Bělov, Kozněv, Petrenko.
 Finsko -  Kanada 2:3 (0:0, 1:2, 1:1)
10. února 2000 - Stockholm

Branky  Finsko: 36. Törmänen, 49. Törmänen 

Branky  Kanada: 23. Savoia, 30. Lindberg, 52. Lindberg.

Rozhodčí: Lärking - Lindgren, Svensson (SWE)

Vyloučení: 5:6

Diváků: 1 843
Finsko: Toskala - Kakko, Gronvall, Nummelin, Väänänen, Lydman, Kultanen, Järventie, Tuulola - Varis, Tikkanen, Viitakoski - Hentunen, Kapanen, Pärssinen - Törmänen, Sihvonen, Nieminen - Riihijärvi, Ojanen, Vertala.
Kanada: Ram - Bouchard, Johnson, Allen, Labenski, Choiniere, Jarvis, Sheptak - Norris, Majic, Bright - McTavish, Bergeron, Savoia - Mehalko, Boisvert, Simpson - Gordon, Parks, Lindberg.
 Česko -  Kanada 1:0 (0:0, 0:0, 1:0)
11. února 2000 - Stockholm

Branka  Česko: 46. Viktor Ujčík

Branka  Kanada: nikdo

Rozhodčí: Haajanen (Fin.) - Cleasson, Karlsson (Swe)

Vyloučení: 5:7 navíc Srdínko na 10 min.

Diváků: 3 102
Česko: Salfický - Tesařík, Štěpánek, M. Sýkora, Srdínko, P. Svoboda, Martínek, Vykoukal, Benýšek - Špaňhel, Dopita, Sedlák - Ujčík, Patera, M. Procházka - Okál, Čajánek, J. Hlinka - Pletka, Burger, Havlát.
Kanada: Ram - Bouchard, Johnson, Allen, Labenski, Simonton, Sheptak, Jarvis - Norris, Majic, Bright - Gordon, Parks, Lindberg - Savoia, Bergeron, McTavish - Mehalko, Boisvert, Simpson - Ulmer.
 Česko -  Švédsko 3:1 (1:0, 2:0, 0:1)
12. února 2000 - Stockholm

Branky  Česko: 5. Zdeněk Sedlák, 31. Jiří Dopita, 34. Jiří Vykoukal

Branky  Švédsko: 59. Rönnqvist 

Rozhodčí: Karabanov (RUS) - Norrman, Svensson (SWE)

Vyloučení: 8:8 (1:0)

Diváků: 13 850
Česko: Čechmánek - Tesařík, Štěpánek, M. Sýkora,Srdínko, P. Svoboda, Martínek, Vykoukal, Benýšek - Špaňhel,Dopita, Sedlák - Ujčík, Patera, M. Procházka - Okál, Čajánek, J.Hlinka - Pletka, Burger, Havlát.
Švédsko: Rönnquist - Franzén, T. Johansson, Nord, Gustafsson, Akerström, Tornberg - Lindquist, Mik. Johansson, Wernblom -Sandström, Falk, Carnbäck - Rönnqvist, Pahlsson, Nordström - Ottoson,, Gahn, Johnsson.
 Rusko -  Finsko 2:3 (0:0, 1:0, 1:3)
12. února 2000 - Stockholm

Branky  Rusko: 24. Vlasenkov, 56. Achmeto 

Branky  Finsko: 42. Sihvonen, 44.Tuulola, 58. Kakko.

Rozhodčí: Andersson - Claesson, Lindgren (SWE)

Vyloučení: 6:6 (1:0, 1:0)

Diváků: 5 131
Rusko: Podomackij - Chavanov, Krasotkin, Kuzněcov, Rjabykin, Bykov, Ždan, Bautin - Vlasenkov, Prokopjev, Achmetov - Sušinskij, R. Jakubov, Zatonskij - Bělov, Kozněv, Petrenko - Archipov, A.Kudašov.
Finsko: Sulander - Kakko, Grönvall, Nummelin, O. Väänänen, Lydman, Kultanen, Järventie, Tuulola - Varis, Tikkanen, Viitakoski - Hentunen, Kapanen, Pärssinen - Törmänen, Sihvonen, Nieminen - Riihijärvi, Ojanen, Vertela.
 Kanada -  Rusko 3:2 (1:1, 2:0, 0:1)
13. února 2000 - Stockholm

Branky  Kanada: 8. Savoia, 30. Bergeron, 34. Bright 

Branky  Rusko: 8. Kozněv, 54. Ždan

Rozhodčí: Andersson - Norrman, Svensson (SWE)

Vyloučení: 5:5 (0:0, 1:0)

Diváků: 4 449
Kanada: Gage - Labenski, Allen, Johnson, Bouchard, Jarvis, Stonier, Sheptak, Simonton - Lindberg, Parks, Gordon - Bright, Majic, Norris - Savoia, Bergeron, McTavish - Simpson, Boisvert, Mehalko.
Rusko: Podomackij (41. Bryzgalov) - Chavanov, Rjabykin, Kuzněcov, Bautin, Bykov, Ždan, Krasotkin - Vlasenkov, Prokopjev, Achmetov - Sušinskij, R. Jakubov, Zatonskij - Bělov, Kozněv, Petrenko - Archipov, A. Kudašov.
 Švédsko -  Finsko 0:2 (0:2, 0:0, 0:0)
13. února 2000 - Stockholm

Branky  Švédsko: nikdo

Branky  Finsko: 9. Kapanen, 16. Nieminen

Rozhodčí: Karabanov (RUS) - Lindgren, Thudén (SWE)

Vyloučení: 6:4 (0:1) navícVaris (Fin) na 10 min.

Diváků: 13 850
Švédsko: Hadelöv - Akerström, Franzén, Gustafsson, Nord, Mag. Johansson, T. Johansson - Johnsson, Mik. Johansson, Wernblom - Sandström, Falk, Carnbäck - Gahn, Nordström, Rönnqvist - from 26. Lindquist, Ottosson.
Finsko: Toskala - Kakko, Grönvall, Nummelin, O. Väänänen, Lydman, Kultanen, Järventie, Tuulola - Varis, Tikkanen, Viitakoski - Hentunen, Kapanen, Pärssinen - Törmänen, Sihvonen, Nieminen - Riihijärvi, Ojanen, Vertela.